# Kebumen (huyện)

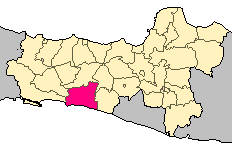
Vị trí tại Trung Java

Kebumen là một huyện (tiếng Indonesia: kabupaten) ở phần phía nam của tỉnh Trung Java tại Indonesia, phía tây của Yogyakarta. Năm 2007, ước tính dân số huyện là 1.231.872 người và tổng diện tích là 1.581,115 km². Huyện lị là thành phố Kebumen. Một khu vực trong huyện được sử dụng để nghiên cứu địa chất, gọi là Karangsambung.
Huyện được chia thành các phó huyện/xã: Adimulyo, Alian, Ambal, Ayah, Bonorowo, Buayan, Buluspesantren, Gombong, Karanganyar, Karanggayam, Karangsambung, Kebumen, Klirong, Kutowinangun, Kuwarasan, Mirit, Padureso, Pejagoan, Petanahan, Poncowarno, Prembun, Puring, Rowokele, Sadang, Sempor, Sruweng